# Ateliotum parvum
Ateliotum parvum är en fjärilsart som beskrevs av Petersen 1988. Ateliotum parvum ingår i släktet Ateliotum och familjen äkta malar.
Artens utbredningsområde är Iran. Inga underarter finns listade i Catalogue of Life.